# Франчук Ігор Анатолійович
Франчук Ігор Анатолійович (нар. 6 липня 1968; м. Красноярськ, РРФСР, СРСР) — український підприємець, політик, народний депутат України II, III та IV скликань, доктор наук з державного управління, експерт з енергетики; Голова правління, президент ДАТ «Чорноморнафтогаз» (2001—2006).

## Життєпис
Батько — Анатолій Романович Франчук — колишній перший заступник міністра промисловості засобів зв'язку СРСР, прем'єр-міністр Криму (1994—1996 та 1997—1998). Мати померла. Має сестру Ірину.

### Освіта
1985—1989 — курсант Ризького вищого військово-політичного училища ракетних військ стратегічного призначення.
Закінчив:
- Московський інститут народного господарства ім. Г. В. Плеханова (1992)
- Івано-Франківський національний технічний університет нафти і газу (2002)
- Академію народного господарства при уряді РФ (2003)
- Докторантуру Національної академії державного управління при Президентові України, м. Київ (червень 2009)
- Міжнародну школу управління MBA AMP (Advanced Management Programme) у Фонтебло (Франція) INSEAD (квітень 2010).

## Кар'єра
1989—1991 — Служба у Збройних силах;
1991—1992 — Заступник генерального директора з економіки Кримської філії Всесоюзного об'єднання «Машприборторг»;
1992—1996 — Генеральний директор  АТ «Центр паливно-енергетичних ресурсів», м. Сімферополь;
1994—2006 — Народний депутат України ІІ, ІІІ та IV скликань; заступник Голови Комітету Верховної Ради України з питань паливно-енергетичного комплексу, ядерної політики та ядерної безпеки;
2001—2006 —  Очолював Державне акціонерне товариство «Чорноморнафтогаз»;

### На чолі ДАТ «Чорноморнафтогаз»
ДАТ «Чорноморнафтогаз» під керівництвом Ігоря Франчука за період з 2001 по 2006 роки досягло наступних показників:
- обсяги видобутку газу зросли з 700 млн м3 до 1,2 млрд м3.[8][9]
- введено в експлуатацію два газових родовища в Азовському морі (Східно-Казантипське з використанням стаціонарної платформи, стійкої до льоду, та нової технології підводного окатування та Північно-Казантипське);
- розпочато облаштування Одеського та Безіменного газових родовищ на північно-західному шельфі Чорного моря;
- проведено геологічні дослідження та підтверджені запаси на структурах  Олімпійська та Суботіно;[10]

- проведено роботи з реконструкції родовищ на шельфі Чорного моря;
- розроблена державна програма освоєння родовищ та розвитку шельфової зони Чорного та Азовського морів;
- спільно з Івано-Франківським Інститутом нафти та газу розроблено програму навчання та підготовки спеціалістів для підприємства з використанням досвіду провідних міжнародних компаній насамперед компанії Petrobras (Бразилія).[11]
- стартувало освоєння глибоководного шельфу України. Виділено та проведено перший тендер з глибоководної Прикерченської ділянки (12 тис. км2) спільно з компанією HUNT OIL (Даллас).[12][13]
- створено перший недержавний пенсійний фонд у нафтогазовому комплексі, який дозволив змінити соціальні стандарти 3,5-тисячного колективу підприємства.[8][9]

### Парламентська діяльність
Народний депутат Верховної ради України II, III і IV скликань.
1996—1998 — член Комітету Верховної Ради України ІІ скликання  з питань паливно-енергетичного комплексу, транспорту і зв'язку.
1998—2002 — голова підкомітету Верховної Ради України ІІІ скликання з питань законодавчого забезпечення правоохоронної діяльності.
2002—2006 — заступник голови Комітету Верховної Ради України IV скликання з питань паливно-енергетичного комплексу, ядерної політики та ядерної безпеки, виконував обов'язки голови Комітету (2005—2006).
Співавтор законопроектів «Про Національну комісію регулювання енергетики України», «Про державне регулювання в енергетиці України», «Про державне медичне страхування», «Про когенерацію», «Про нафту і газ» тощо.
2009—2014 — Голова Наглядової ради АТЗТ «Центр паливно-енергетичних ресурсів», м. Сімферополь.
2014—2019 — Управляючий партнер  «Future Capital Management».
З 2019 року — приватний підприємець.
З жовтня 2020 року — віце-президент з питань розвитку транспортної інфраструктури та енергетики Всеукраїнської громадської організації «Український союз промисловців та підприємців».
З листопада 2020 року — радник Віце-прем'єр-міністра України — Міністра з питань стратегічних галузей промисловості України (на громадських засадах).

## Сім'я
Перша дружина Олена Пінчук (до 1997). Друга дружина Тетяна Франчук. Третя дружина (з 2009 р.) Юлія Польська, засновниця компанії Роял Груп, Франція.
Має чотирьох синів — Роман (1991), Александр (1999), Ярослав (2001), Ігор (2017) та двох доньок — Єлизавета (2010) і Катерина (2012).